# Artéria auricular posterior
A artéria auricular posterior é uma artéria da cabeça, segundo ramo posterior da artéria carótida externa.